# マカレンコ (小惑星)
マカレンコ (3214 Makarenko) は小惑星帯にある小惑星。リュドミーラ・ジュラヴリョーワがクリミア天体物理天文台で発見した。
ソビエトの集団主義教育の体系化を行ったロシアの教育者、アントン・マカレンコに因んで名付けられた。